# Noël Coward Theatre
Il Noël Coward Theatre è un teatro sito nella città di Westminster del West End di Londra. Progettato da W. G. R. Sprague per Sir Charles Wyndham nel 1903, il teatro aprì al pubblico con il nome di New Theatre. Il teatro fu successivamente rinominato Albery Theatre dal 1973 al 2005 in onore di Bronson Albery e poi Noël Coward Theatre nel 2005.

## Storia
Il teatro aprì al pubblico il 12 marzo 1903 e nei primi decenni di attiva ospitò produzioni di grande rilievo come la prima della Santa Giovanna di George Bernard Shaw (1924) e un acclamato allestimento di Amleto con John Gielgud nel ruolo dell'eponimo principe di Danimarca. Oltre a Gielgud, numerosi altri grandi attori classici calcarone le scene del teatro prima dello scoppio della seconda guerra mondiale e, tra loro, anche Jessica Tandy, Alex Guinness, Laurence Olivier, Peggy Ashcroft ed Edith Evans. Nell'immediato secondo dopo guerra il teatro ospitò le compagnie dell'Old Vic e del Sadler's Wells dopo che i rispettivi teatri furono distrutti dai bombardamenti nazisti.
Nel 1960 il teatro vide la prima del musical di Lionel Bart Oliver! che, con le sue 2618 rappresentazioni, si rivelò uno dei più grandi successi messi in scena all'allora New Theatre. Gli anni ottanta e novanta videro altri grandi stelle del panorama teatrale calcare le scene del Noel Coward Theatre, tra cui Judi Dench, Roger Rees, Helen Mirren e John Hurt, mentre nei primi anni 2000 la Royal Shakespeare Company usò il teatro per gli allestimenti londinesi delle produzioni andate in scena precedentemente a Stratford. Tra il 2012 e il 2018 il teatro ospitò diverse produzioni del regista Michael Grandage, tra cui Peter and Alice con Judi Dench (2013), Lo storpio di Inishmaan con Daniel Radcliffe (2013), Enrico V con Jude Law (2013) e Photograph 51 con Nicole Kidman (2015). Dal novembre 2019 all'autunno 2022 il teatro ha ospitato la prima produzione londinese del musical Dear Evan Hansen, dovendo però sospendere la programmazione per alcuni mesi nel 2020 a causa della pandemia di COVID-19.